# Capravirine
Capravirine là một chất ức chế men sao chép ngược không nucleoside đã đạt đến thử nghiệm pha II trước khi ngừng phát triển bởi Pfizer. Cả hai thử nghiệm pha IIb được thực hiện đều thất bại trong việc chứng minh rằng điều trị bằng capravirine mang lại bất kỳ lợi thế đáng kể nào so với các liệu pháp điều trị HIV bằng ba thuốc hiện có, và các nghiên cứu dược lý cho thấy capravirine có thể tương tác với các thuốc HIV khác.